# Dirichlet-Funktion

Graphische Darstellung der Dirichlet-Funktion, zwei parallele, scheinbar durchgezogene Linien. Die blaue (bzw. rote) Linie stellt die in den reellen Zahlen dicht liegenden rationalen (bzw. irrationalen) Zahlen dar. Der Graph enthält entlang der blauen (bzw. roten) Linie überabzählbar (bzw. abzählbar) viele Löcher ohne Ausdehnung, weshalb sie in der Darstellung nicht sichtbar sind.

Die Dirichlet-Funktion (nach dem deutschen Mathematiker Peter Gustav Lejeune Dirichlet, manchmal auch als Dirichletsche Sprungfunktion bezeichnet) ist eine mathematische Funktion. Eine ihrer Eigenschaften ist es, Lebesgue-integrierbar, aber nicht Riemann-integrierbar zu sein.

## Definition
Die Dirichlet-Funktion wird üblicherweise mit {\displaystyle D} bezeichnet. Sie ist die charakteristische Funktion der rationalen Zahlen als Teilmenge der reellen Zahlen. Somit ist sie definiert als:
{\displaystyle D\colon \mathbb {R} \to \mathbb {R} ,\quad x\mapsto D(x)={\begin{cases}1,&{\mbox{wenn }}x{\mbox{ rational,}}\\0,&{\mbox{wenn }}x{\mbox{ irrational.}}\end{cases}}}

## Eigenschaften
Die Dirichlet-Funktion ist ein Beispiel für 
- eine an jeder Stelle ihres Definitionsbereiches unstetige Funktion,
- eine Funktion der zweiten Klasse in der Klassifikation von Baire:

{\displaystyle D(x)=\lim _{m\to \infty }\lim _{n\to \infty }\cos ^{2n}(m!\pi x)},
- eine Lebesgue-integrierbare Funktion, die aber nicht Riemann-integrierbar ist.
- eine beschränkte Funktion, deren Supremum nicht mit ihrem wesentlichen Supremum (bzgl. des Lebesgue-Maßes) übereinstimmt.

## Riemann-Integrierbarkeit
Die Dirichlet-Funktion ist in keinem echten Intervall Riemann-integrierbar, da für jede Zerlegung {\displaystyle Z} im Teilintervall {\displaystyle \left[x_{k-1},x_{k}\right]} stets sowohl rationale als auch irrationale Zahlen liegen und somit
die Untersumme {\displaystyle U(Z)=\sum _{k=1}^{n}(x_{k}-x_{k-1})\cdot \inf _{x_{k-1}<x<x_{k}}f(x)}
stets 0 ist (weil das Infimum stets 0 ist) und 
die Obersumme {\displaystyle O(Z)=\sum _{k=1}^{n}(x_{k}-x_{k-1})\cdot \sup _{x_{k-1}<x<x_{k}}f(x)}
stets die Länge des Intervalls, über das integriert wird, ist (weil das Supremum immer 1 ist und somit einfach die Länge der einzelnen Teilintervalle addiert wird).
Riemann-Integrierbarkeit verlangt aber gerade die Gleichheit, also dass gilt:
{\displaystyle {\begin{matrix}{\text{Oberintegral}}&=&{\text{kl. Obersumme}}&=&{\text{gr. Untersumme}}&=&{\text{Unterintegral}}\\{\overline {\int \limits _{a}^{b}}}f(x)\,\mathrm {d} x&=&\inf _{Z}O(Z)&=&\sup _{Z}U(Z)&=&{\underline {\int \limits _{a}^{b}}}f(x)\,\mathrm {d} x\end{matrix}}}
Da aber für jede beliebige Zerlegung die Unter- und Obersummen nicht gegen den gleichen Wert konvergieren, ist {\displaystyle D} auf keinem Intervall Riemann-integrierbar.

## Lebesgue-Integrierbarkeit
Da die Dirichlet-Funktion eine einfache Funktion ist, also eine messbare Funktion, die nur endlich viele Werte annimmt, die noch dazu nicht negativ sind, lässt sich das Lebesgue-Integral über ein beliebiges Intervall {\displaystyle I} wie folgt schreiben:
{\displaystyle \int _{I}D\,{\mathrm {d} }\lambda =0\cdot \lambda (I\cap \mathbb {R} \setminus \mathbb {Q} )+1\cdot \lambda (I\cap \mathbb {Q} )},
wobei {\displaystyle \lambda } für das Lebesgue-Maß steht.
Bei jedem beliebigen Wert von {\displaystyle \lambda (I\cap \mathbb {R} \setminus \mathbb {Q} )} ergibt sich aus der Multiplikation mit 0 das Resultat 0. Das gilt aufgrund einer Konvention in der Maßtheorie auch dann, wenn der andere Faktor unendlich ist. Im Gegensatz dazu ist {\displaystyle \lambda (I\cap \mathbb {Q} )} stets 0, da die Punktmenge {\displaystyle \mathbb {Q} } der rationalen Zahlen abzählbar und somit eine {\displaystyle \lambda }-Nullmenge ist.
Insgesamt ergibt sich damit für die Dirichlet-Funktion in jedem Intervall:
{\displaystyle \int _{I}D\,{\mathrm {d} }\lambda =0}.

## Verwandte Funktion
Eine verwandte Funktion ist auf {\displaystyle [0;1]} wie folgt definiert:
{\displaystyle f(x):={\begin{cases}1,&{\mbox{wenn }}x=0,\\0,&{\mbox{wenn }}x{\mbox{ irrational,}}\\{\frac {1}{q}},&{\mbox{wenn }}x={\frac {p}{q}}{\mbox{ mit }}p,q\in \mathbb {N} {\mbox{ und }}\operatorname {ggT} (p,q)=1.\end{cases}}}
Sie ist an jeder rationalen Stelle ihres Definitionsbereichs unstetig und an jeder irrationalen Stelle stetig und im Gegensatz zur Dirichlet-Funktion auch Riemann-integrierbar:
{\displaystyle \int \limits _{0}^{1}f(x){\mathrm {d} }x=0}.
Sie wird unter anderem etwa Thomaesche Funktion genannt.